# スタディオン・グルバヴィツァ
スタディオン・グルバヴィツァ（Stadion Grbavica）は、ボスニア・ヘルツェゴビナの首都・サラエヴォにあるサッカー専用競技場。FKジェリェズニチャル・サラエヴォのホームスタジアムであり、サッカーボスニア・ヘルツェゴビナ代表の試合でも使用されている。収容人数は13,146人。
ドリーナ・クポヴァ（Dolina ćupova, 「壺の谷」の意）という別名でも知られている。